# 조성숙
조성숙(1935년 ~ 2016년 2월 19일)은 대한민국의 언론인이다.

## 생애
1935년 경기도 수원시에서 태어났다. 남편은 고려대학교 교수를 역임한 이태원이고 아들은 계원예술대학 교수를 역임한 이영준, 딸은 이지영이다.
서울대학교 국어국문학과를 졸업하였고 1960년 결혼하여 전업주부로 지내다가 1965년 동아일보에 입사해 출판국(신동아·여성동아) 기자로 일하였다. 1975년 동아자유언론투쟁위원회 사태로 동아일보에서 해직되었고 2002년 동아자유언론수호투쟁위원회 위원장이 되어 활동하였다.
1984년 이화여자대학교 대학원에서 공부를 하였고 1987년 준비하던 미국 유학을 포기하고 <한겨레> 창간 사무국에 발기위원으로 참여했다. 1988년 5월 '한겨레' 창간 뒤 논설위원, 기획위원 등을 맡아 '위안부 피해 대책' 등 여성문제 여론화에 앞장섰다. 1991년 통일국민당 여성담당 특보로 잠시 정계로 진출했다. 이후 한림대학교 사회복지대학원에서 가족치료 연구과정을 수료한 뒤 '조성숙가정폭력상담소'를 열어 여성 인권 보호 활동을 펼쳤다. 이외에도 한국신문윤리위원회 위원, 서울가정법원 조정위원, 한국가족문화원 이사 겸 부원장, 강남가족상담센터 공동대표 등을 지냈다.
<어머니라는 이데올로기-어머니의 경험세계와 자아찾기>(2002년), <여자로 산다는 것>(2012년) 등의 저서와 여러 권의 공저를 펴냈다. 2008년부터 신장 투석 투병생활을 했다. 2014년 자전에세이 <한겨레와 나>를 정리해 한겨레에 기증했다.